# شب پر دردسر
شب دردسرساز (به چینی: 陰陽路) یک فیلم کمدی ترسناک هنگ کنگی محصول سال ۱۹۹۷ با بازی لوئیس کو و کریستی چانگ است. این اولین فیلم از ۲۰ فیلم از سری فیلم‌های شب پردردسر محسوب می‌شود.

## داستان
داستان فیلم در خیابان‌های جن زده هنگ کنگ می‌گذرد و چهار داستان به هم پیوسته در یک فیلم کنار هم قرار گرفته‌اند. گروهی از جوانان به یک سفر کمپینگ در حومه شهر می‌روند، جایی که کن با یک زن مرموز در نزدیکی قبر روبرو می‌شود. پس از این برخورد، زندگی او تغییر می‌کند زیرا او قربانی ماوراء طبیعی می‌شود. با بازگشت دوستانش به هنگ کنگ بدون او، داستان دیگری آغاز می‌شود. خانم تو ترتیبی داده‌است که سالگرد ازدواجش را با شوهرش جشن بگیرد اما او حاضر نمی‌شود. نتیجه داستان دوم به داستان دیگری در مورد دوست کن، جوجو منجر می‌شود که رابطه عاشقانه‌ای با یک روح دارد. داستان چهارم در مورد بازدید پیتر بات از یک تئاتر جن زده با تعدادی از دوستان کن است.